# Grand Prix Austrálie 2005

Mapka okruhu

Grand Prix Austrálie se v roce 2005 konala 6. března 2005 na okruhu Melbourne.
- 57 kol x 5,303 km = 302,271 km
- 732. Grand Prix
- 2. vítězství Giancarla Fisichella
- 18. vítězství pro Renault

## Výsledky
| Pozice | Jezdec               | Vůz              | Čas         |
| ------ | -------------------- | ---------------- | ----------- |
| 1      | Giancarlo Fisichella | Renault R 25     | 1h24:17"336 |
| 2      | Rubens Barrichello   | Ferrari F 2004 M | á 0:05"553  |
| 3      | Fernando Alonso      | Renault R 25     | á 0:07"144  |
| 4      | David Coulthard      | Red Bull RB 1    | á 0:16"131  |
| 5      | Mark Webber          | Williams FW 27   | á 0:16"908  |
| 6      | Juan Pablo Montoya   | McLaren MP 4/20  | á 0:35"033  |
| 7      | Christian Klien      | Red Bull RB 1    | á 0:38"997  |
| 8      | Kimi Raikkonen       | McLaren MP 4/20  | á 0:39"633  |
| 9      | Jarno Trulli         | Toyota TF 105    | á 1:03"108  |
| 10     | Felipe Massa         | Sauber C 24      | á 1:04"393  |
| 11     | Jenson Button        | B.A.R 007        | á 1 kolo    |
| 12     | Ralf Schumacher      | Toyota TF 105    | á 1 kolo    |
| 13     | Jacques Villeneuve   | Sauber C 24      | á 1 kolo    |
| 14     | Takuma Sató          | B.A.R 007        | á 2 kola    |
| 15     | Narain Karthikeyan   | Jordan EJ 15     | á 2 kola    |
| 16     | Tiago Monteiro       | Jordan EJ 15     | á 2 kola    |
| 17     | Patrick Friesacher   | Minardi PS 04 B  | á 4 kola    |
| Kolo   | Odstoupili           | -                | -           |
| 42     | Michael Schumacher   | Ferrari F 2004 M | Kolize      |
| 42     | Nick Heidfeld        | Williams FW 27   | Kolize      |
| 16     | Christijan Albers    | Minardi PS 04 B  | Převodovka  |

### Nejrychlejší kolo
- Fernando Alonso 1'25683 – 222.807 km/h Renault

### Vedení v závodě
- 1-23 kolo Giancarlo Fisichella
- 24 kolo Rubens Barrichello
- 25-42 kolo Giancarlo Fisichella
- 43-44 kolo Fernando Alonso
- 45-57 kolo Giancarlo Fisichella

### Postavení na startu
- Červeně – výměna motoru / posunutí o 10 příček na startu
- Modře – startoval z boxu

| 1. řada  | 1                    | 2                  |
|          | Giancarlo Fisichella | Jarno Trulli       |
|          | Renault              | Toyota             |
|          | 3'01"460             | 3'04"429           |
| 2. řada  | 3                    | 4                  |
|          | Mark Webber          | Jacques Villeneuve |
|          | Williams             | Sauber             |
|          | 3:04.996             | 3:06.846           |
| 3. řada  | 5                    | 6                  |
|          | David Coulthard      | Christian Klien    |
|          | Red Bull             | Red Bull           |
|          | 3:07.212             | 3:07.477           |
| 4. řada  | 7                    | 8                  |
|          | Nick Heidfeld        | Jenson Button      |
|          | Williams             | BAR                |
|          | 3:09.130             | 3:12.128           |
| 5. řada  | 9                    | 10                 |
|          | Juan Pablo Montoya   | Kimi Räikkönen     |
|          | McLaren              | McLaren            |
|          | 3:14.643             | 3:15.558           |
| 6. řada  | 11                   | 12                 |
|          | Rubens Barrichello   | Narain Karthikeyan |
|          | Ferrari              | Jordan             |
|          | 3:16.822             | 3:17.092           |
| 7. řada  | 13                   | 14                 |
|          | Fernando Alonso      | Tiago Monteiro     |
|          | Renault              | Jordan             |
|          | 3:17.466             | 3:20.329           |
| 8. řada  | 15                   | 16                 |
|          | Ralf Schumacher      | Patrick Friesacher |
|          | Toyota               | Minardi            |
|          | 3:22.717             | 3:28.363           |
| 9. řada  | 17                   | 18                 |
|          | Christijan Albers    | Felipe Massa       |
|          | Minardi              | Sauber             |
|          | – -- ---             | – -- ---           |
| 10. řada | 19                   | 20                 |
|          | Michael Schumacher   | Takuma Sato        |
|          | Ferrari              | BAR                |
|          | – -- ---             | – -- ---           |
| -------- | -------------------- | ------------------ |

### Zajímavosti
- Narain Karthikeyan, Tiago Monteiro, Christijan Albers, Patrick Friesacher, debutovali v úvodní Grand Prix v Austrálii
- Fernando Alonso zaokrouhlil svůj bodový zisk na 120 bodů,
- David Couthard dosáhl 480 bodů, Kimi Raikkonen 170 bodů a Mark Webber 30 bodů.
- Renault dosáhl 20 nejrychlejší kolo a byl v čele závodu 1500 kol.
- Michelin startovalo ve 180 GP a Bridgestone získalo 2200 bodů.
- Španělsko stálo zásluhou Alonsa po 10 na stupních vítězů.